# Lipari
Lipari er en ø nord for Sicilien; den største af de syv øer i øgruppen, Æoliske øer. Øen har et areal på 37 km², og et indbyggertal på ca. 10.000 indbyggere. Øen er bjergrig; det højeste punkt er Monte Chirica, 602 m.o.h. Den er af vulkansk oprindelse, og der brydes pimpsten på øen. Der er færgeforbindelse til de andre øer i øgruppen og til Milazzo på Sicilien; om sommeren desuden til Napoli.
Øen har været beboet i omkring 5000 år og har et imponerende arkæologisk museum med fund fra øens ældste beboede tid. Øens hovedby, der også hedder Lipari, domineres af en stor borg, "Il Castello", på en klippe, som stiger stejlt op af havet. De ældste dele stammer fra en græsk fæstning fra 4.-3. århundrede f.v.t., men de nuværende mure er fra 1560. Indbygget i murene er de normanniske tårne, som stammer helt tilbage fra det 13. århundrede. Blandt disse er tårnet med det der endnu i dag er hovedindgangen, nemlig porten der fører fra Piazza Mazzini ind i borgen. Indenfor murene findes desuden en kirke, hvis ældste dele stammer fra 1084, og et normannisk kloster.
Lipari blev sammen med de øvrige øer i øgruppen Æoliske øer i år 2000 optaget på UNESCOs verdensarvsliste på grund af øernes enestående geologi og natur.